# Tania Van Heer
Tania Van Heer (verheiratete Murphy; * 30. Dezember 1970) ist eine ehemalige australische Sprinterin. Auch ihr Sohn Aidan Murphy ist als Sprinter aktiv.
Bei den Commonwealth Games 1998 in Kuala Lumpur gewann sie Bronze über 100 m und jeweils Gold in der 4-mal-100- und der 4-mal-400-Meter-Staffel.
1999 gewann sie mit der australischen 4-mal-400-Meter-Stafette Silber bei den Hallenweltmeisterschaften in Maebashi. Bei den Leichtathletik-Weltmeisterschaften in Sevilla erreichte sie über 200 m das Halbfinale und kam mit der australischen 4-mal-400-Meter-Stafette auf den sechsten Platz.
1999 wurde sie Australische Meisterin über 100 Yards.

## Bestzeiten
- 100 m: 11,29 s, 17. September 1998, Kuala Lumpur
- 200 m: 22,42 s, 6. Februar 1999, Canberra
- 400 m: 51,28 s, 19. März 1999, Melbourne